# Jules Geirnaerdt
Jules Geirnaerdt (Goes, 1964) is een Nederlandse meteoroloog en weerman.
Geirnaerdt werkte voor Radio 5 als vaste weerman. Daarnaast was hij te horen op Radio 2 en Omroep Zeeland. Bij Omroep Zeeland is hij sinds 2019 een van de twee vaste weerpresentatoren.
Tevens heeft Geirnaerdt een eigen weeradviesbedrijf  waarmee hij weerkundige adviezen geeft voor evenementen, zoals sinds 2006 voor en tijdens de Vierdaagse van Nijmegen. Dit doet hij onder andere door mobiele weerstations op kritieke punten langs de route te plaatsen. Deze mobiele stations geven temperatuur en luchtvochtigheid door naar zijn vierdaagse werkplek op de Wedren in Nijmegen.